# Serge Renaud
 (décembre 2021).
Si vous disposez d'ouvrages ou d'articles de référence ou si vous connaissez des sites web de qualité traitant du thème abordé ici, merci de compléter l'article en donnant les références utiles à sa vérifiabilité et en les liant à la section « Notes et références ».
Serge Renaud (21 novembre 1927 - 28 octobre 2012) est un scientifique français, médecin, nutritionniste, chercheur, professeur des universités, spécialiste en maladie coronarienne, considéré comme le père du « paradoxe français ». Il met à jour et démontre les vertus préventives et curatives du régime crétois, de la cuisine française du sud-ouest, des oméga-3 et d'une consommation modérée de vin rouge pour les maladies cardiovasculaires.

## Biographie
En 1927 Serge Renaud naît à Cartelègue en Gironde, petit village viticole du vignoble de Bordeaux, à 50 km au nord de Bordeaux. Il est fils et petit-fils de viticulteurs. Il commence des études de médecine en France et les termine à Montréal où, âgé de 25 ans, il émigre en 1951. 
Au Québec il remarque un taux d'infarctus élevé chez les jeunes joueurs de hockey sur glace dont il étudie les habitudes alimentaires à base de régime élevé en gras saturé, et à base de carence nutritionnelle en fruits et en vin. Il décide alors de se spécialiser dans l'étude des effets complexes de la nutrition sur la santé, en passant par des études vétérinaires obligatoires pour cette spécialité. Il travaille un temps avec le professeur Hans Selye, pionnier historique de l'étude du stress à l'Université de Montréal, et poursuit avec l'étude des effets de la nutrition sur le cœur en tant que dirigeant d'une unité de recherche à l'Institut de cardiologie de Montréal. Il étudie la thrombose et découvre que ce caillot sanguin peut provoquer un infarctus du myocarde.
Au début des années 1970, il revient en France pour se rapprocher de ses parents malades. Il se déplace de village en village, en France, en Belgique et jusqu'en Écosse, dans une caravane-laboratoire pour étudier et comparer « les effets de l'alimentation sur la santé » de diverses populations et les liens entre la nutrition et la coagulation sanguine en caillot sanguin. 
Parallèlement, il poursuit ses études sur les effets de l'alcool sur les maladies cardiovasculaires et démontre que les polyphénols (resvératrol, anthocyanes, tanins de la peau et des pépins du raisin) contenus dans le vin rouge, ont des propriétés antioxydantes et fluidifiantes anti-coagulation sanguine. Ils empêchent les caillots sanguins de se former et de boucher les artères et font baisser le taux de mauvais cholestérol (LDL) dans le sang, et protègent les neurones.
En 1991 il présente les résultats de ses découvertes scientifiques en exposant le « paradoxe français » au monde entier lors de l’émission d'information 60 Minutes de la chaîne de télévision américaine CBS News. Il affirme que « les Français ont des risques statistiques de maladie cardiovasculaire 3,5 fois inférieurs aux Américains grâce à leur consommation modérée de un à trois verres de vin rouge par jour, riche en antioxydant, en dépit d'une consommation équivalente de graisses saturées. » Ces déclarations ont un impact retentissant en Amérique du Nord et en Asie et stimulent la communauté scientifique internationale pour des recherches supplémentaires sur ce sujet. Les exportations de vin français quadruplent aux États-Unis.
De retour en France en 1991, il est recruté comme directeur de recherche à l’Institut national de la santé et de la recherche médicale (Inserm) de Lyon et s’intéresse à une étude comparative alimentaire sur sept pays de 1970, qui met à jour les vertus du régime crétois sur les maladies cardiovasculaires malgré une consommation modérée à forte en matières grasses (lipides). 
Il met alors en place avec ses partenaires scientifiques Michel de Lorgeril, cardiologue et chercheur, et Patricia Salen, diététicienne nutritionniste, une importante étude épidémiologique baptisée « Lyon Diet Heart Study » (étude du régime alimentaire cardiologique de Lyon), auprès de deux groupes de 600 patients ayant subi un infarctus du myocarde (crise cardiaque) : 
- un premier groupe nourri de façon classique ;
- un second groupe nourri avec un régime crétois riche en oméga-3 et en vitamine E, à base de beaucoup d'huile d'olive, noix, fruits riches en vitamine C, légumes de saison crus ou cuits, céréales (riz, soja, quinoa...), pain complet ou aux céréales, fibres (pruneau, abricot sec, lentille, artichaut cuit, haricot blanc ou rouge cuit ...), poisson gras 2 ou 3 fois par semaine, crustacés, viande « non mammifère » (poule, dinde, pintade, canard, oie…), abats (foie, rognons…), peu ou pas de viande rouge et charcuterie, pas de lait de vache, pas de beurre remplacé par de la margarine à base d'huile de colza riche en oméga-3.

Le nombre de rechutes et de mortalité cardiaque toutes causes confondues chez le second groupe s’effondre rapidement de 76 %, et de 61 % pour les risques de récidive de cancer. L'équipe conclut aux vertus exceptionnelles incontestées de leur régime alimentaire. Serge Renaud publie en 2004 son ouvrage de référence à succès Le régime crétois aux éditions Odile Jacob.
En 1992 Serge Renaud et sa précédente équipe remettent en place une seconde étude devenue aussi célèbre dans le monde, à base de cuisine française du sud-ouest, traditionnellement riche en matière grasse animale « non mammifère » plus riche en bon cholestérol (HDL) qu'en mauvais (LDL) (cassoulet, foie gras, confit de canard, oie…) et en vin rouge et boissons alcoolisées, avec une santé globale des habitants du sud-ouest comparativement assez bonne, avec un taux d'infarctus de 80 pour 100 000 par an, soit quatre fois moins qu'aux États-Unis. (Seul le régime crétois, riche en huile d'olive, donne de meilleurs résultats avec seulement 38 cas pour 100 000 habitants, avec une espérance de vie humaine de 10 ans plus élevée que dans le nord-est de la France).
Il retourne au milieu des années 1990 à Bordeaux pour se rapprocher de sa Gironde natale. Alors qu’il est officiellement à la retraite, il poursuit ses recherches sur les oméga-3, le vin et les maladies cardiovasculaires à l'Institut de santé publique, d'épidémiologie et de développement (ISPED) de l'université Bordeaux-II pendant une dizaine d’années.
En 1995 Serge Renaud est décoré de l'Ordre national de la Légion d'honneur par le ministre Philippe Douste-Blazy.
En 2005 il intègre le Groupe d'étude des substances végétales à activité biologique (GESVAB) de l'université Bordeaux-II. Il obtient en 2006 une subvention de l’Agence nationale de la recherche pour une importante étude sur les rapports entre la consommation de boisson alcoolisée et la mortalité par différents types de cancers.
Il meurt le 28 octobre 2012 à l'âge de 85 ans dans sa maison de Carcans dans le Médoc, en Gironde.